# 固態反應
固態反應不同於液體和氣體的反應（以分子大小的粒子相混合），而是取決於固體的形狀、運輸性質等。簡單來說，就是物質在晶體中流動、反應。可以分為均勻固態反應、單相分均勻固態反應、非均勻固態反應等。

##### 均勻固態反應
粒子在晶體中，自行從事內部重排的工作，移動到晶體缺陷的行為。例如相機中AgBr的反應，便是均勻固態反應的例子。

##### 單相方均勻反應
在晶體中，一物質擴散到另一物質中。例如銀與金間的擴散。

##### 非均勻固態反應
固體中，兩反應物反應後的產物，逐漸將兩反應物隔開，形成相界面，使得反應物必須穿過此界面才能繼續反應。例如氧化鎳和三氧化二鋁在界面反應成核，生成镍铝尖晶石NiAl2O4层，便會隔開NiO和Al2O3。